# Mapastepec
La città di Mapastepec è a capo dell'omonimo comune, nello stato del Chiapas, Messico. Conta 15 302 abitanti secondo le stime del censimento del 2005 e le sue coordinate sono 15°26'N 92°53'W.

## Toponimia
Mapastepec, in lingua náhuatl significa "Monte degli orsetti lavatori".

## Storia
Mapastepec fu fondato come pueblo tributario degli aztechi nel 1486 con il nome di Mapachtépec.

Dal 1983, in seguito alla divisione del Sistema de Planeación, è ubicata nella regione economica VIII: SOCONUSCO.